# Jacob London
Jacob ("Jack") London (Haarlem, 23 maart 1872 - Hilversum, 19 maart 1953) was een Nederlands architect. Tevens was hij kunstschilder en illustrator.

## Levensloop

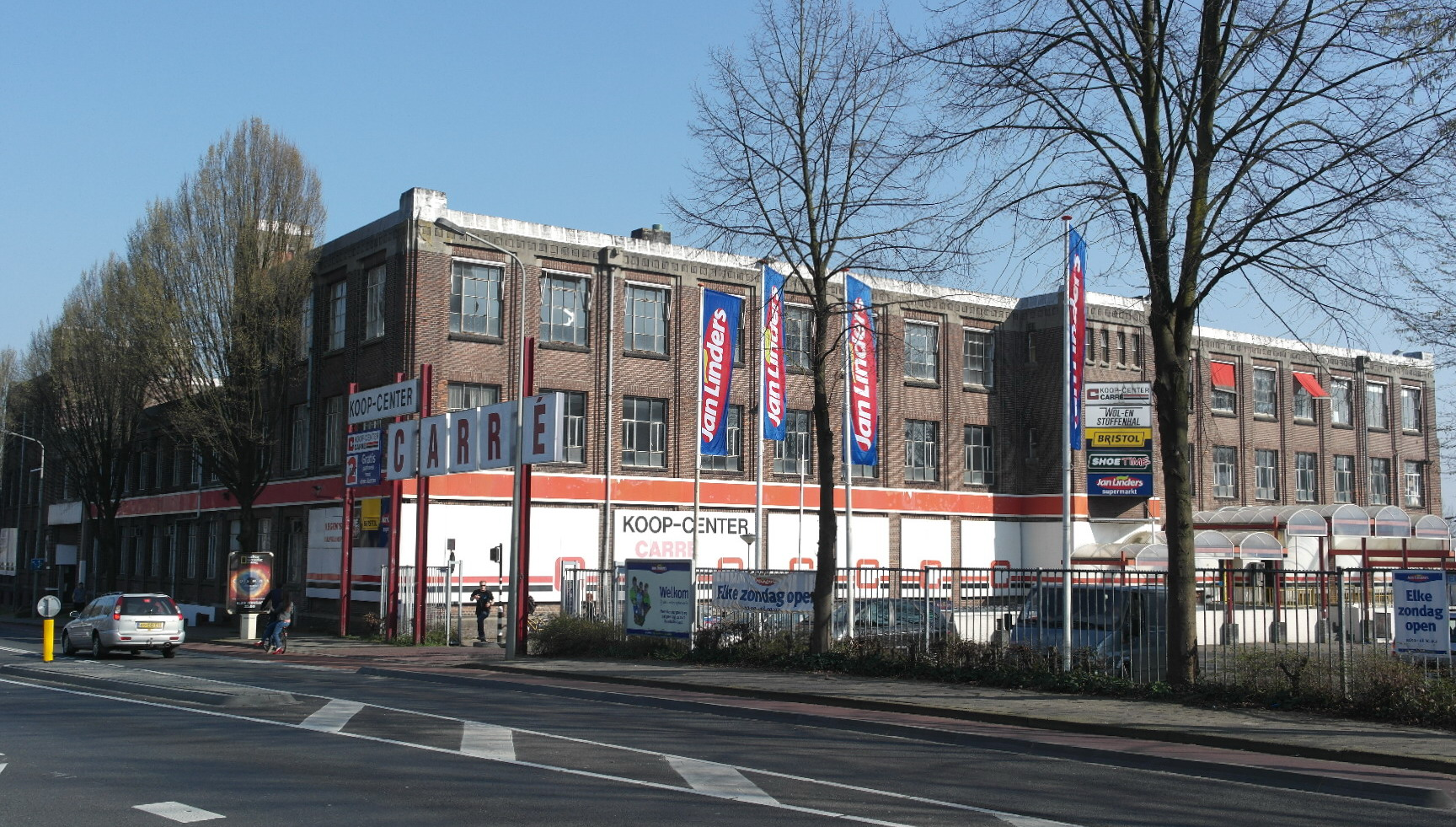
Vm. Tabaksfabriek Gebrs. Philips, Maastricht

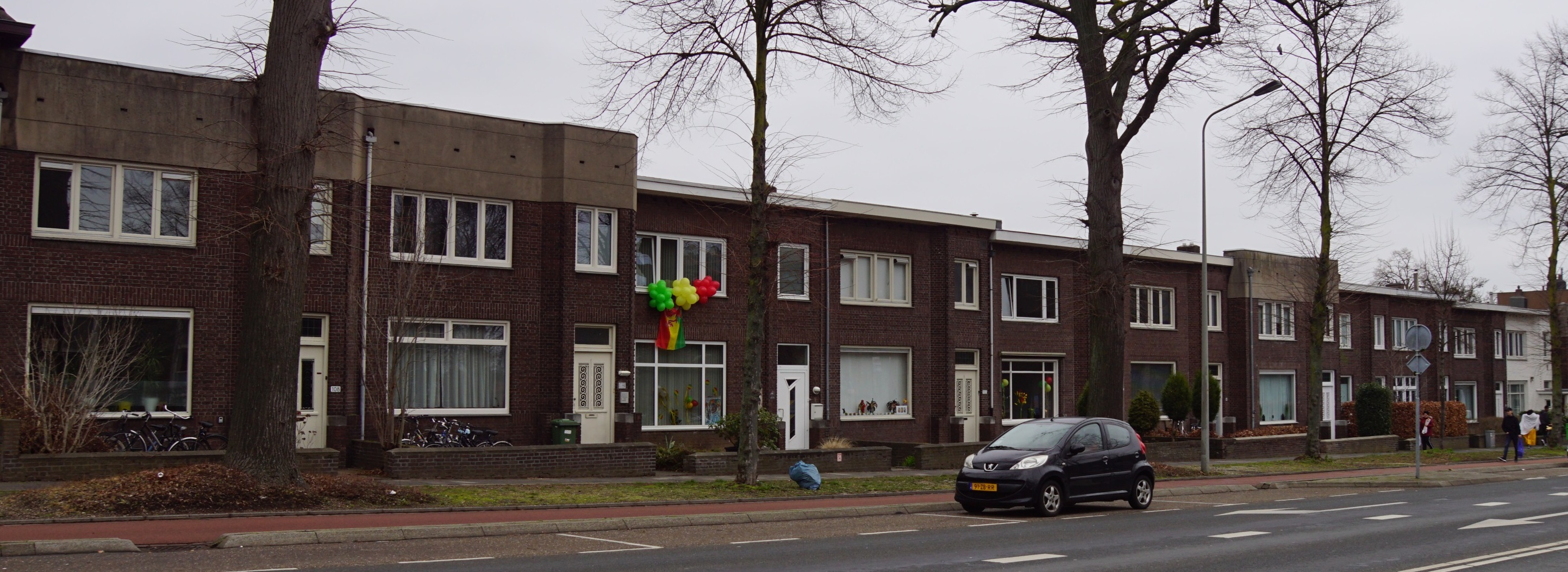
Woningbouwcomplex Tongerseweg 84-108, Maastricht

Hij was zoon van de Haarlemse metselaar/aannemer Hendrik London en Catharina Haan. Hijzelf was getrouwd met Marie Elisabeth Brouha. Na zijn dood werd hij begraven op de Algemene Begraafplaats in Haarlem (Kleverlaan).
Of hij een studie tot architect heeft gevolgd is onbekend, maar hij maakte wel studiereizen, die hem tot in Zuid-Amerika, Noord-Amerika en Noord-Afrika bracht. Hij was enige tijd werkzaam bij de Rijksgebouwendienst. Zijn ontwerpen zijn als kruimels over het land verstrooid. Uiteraard staat er werk van hem in Haarlem, maar ook in Halfweg (raadhuis, 1905-06), Wijk aan Zee (raadhuis, 1908), Zandvoort, Lisse, Arnhem, Bussum en Maastricht (sigarettenfabriek) staan van hem gebouwen, waaronder een aantal rijksmonumenten. Hij vestigde zich in 1912 in Hilversum alwaar hij in korte tijd twee ateliers ontwierp, Huize Zonnehof (1912, Soestdijkerstraatweg 90) en Landhuis Middlesex. 
In de jaren rondom 1920 was hij betrokken bij uitbreidingen en nieuwbouw voor tabaksonderneming, o.a. het gebouw Rokin 111 in Amsterdam (1920-23) en de N.V. Tabaksindustrie v/h Gebroeders Philips in Maastricht (1921). In Maastricht ontwierp hij in 1922 tevens een rijtje woningen, gelegen tegenover de tabaksfabriek aan de Tongerseweg. Hij deed dat vanuit Hilversum in een periode dat het hem voor de wind ging. De gebouwen vertonen kenmerken van het expressionisme, met elementen van de art deco.
London was een wereldverbeteraar, die na de Eerste Wereldoorlog samen met Frederik van Eeden een lichtstad ontwierp rondom een kerk. Daarentegenover stonden zijn ontwerpen die vaak een vestingachtig uiterlijk hadden/hebben. Hij ontwierp ook een nieuw model kachel (London-kachel). Hij is leermeester van Cornelis Christiaan van Beaumont.

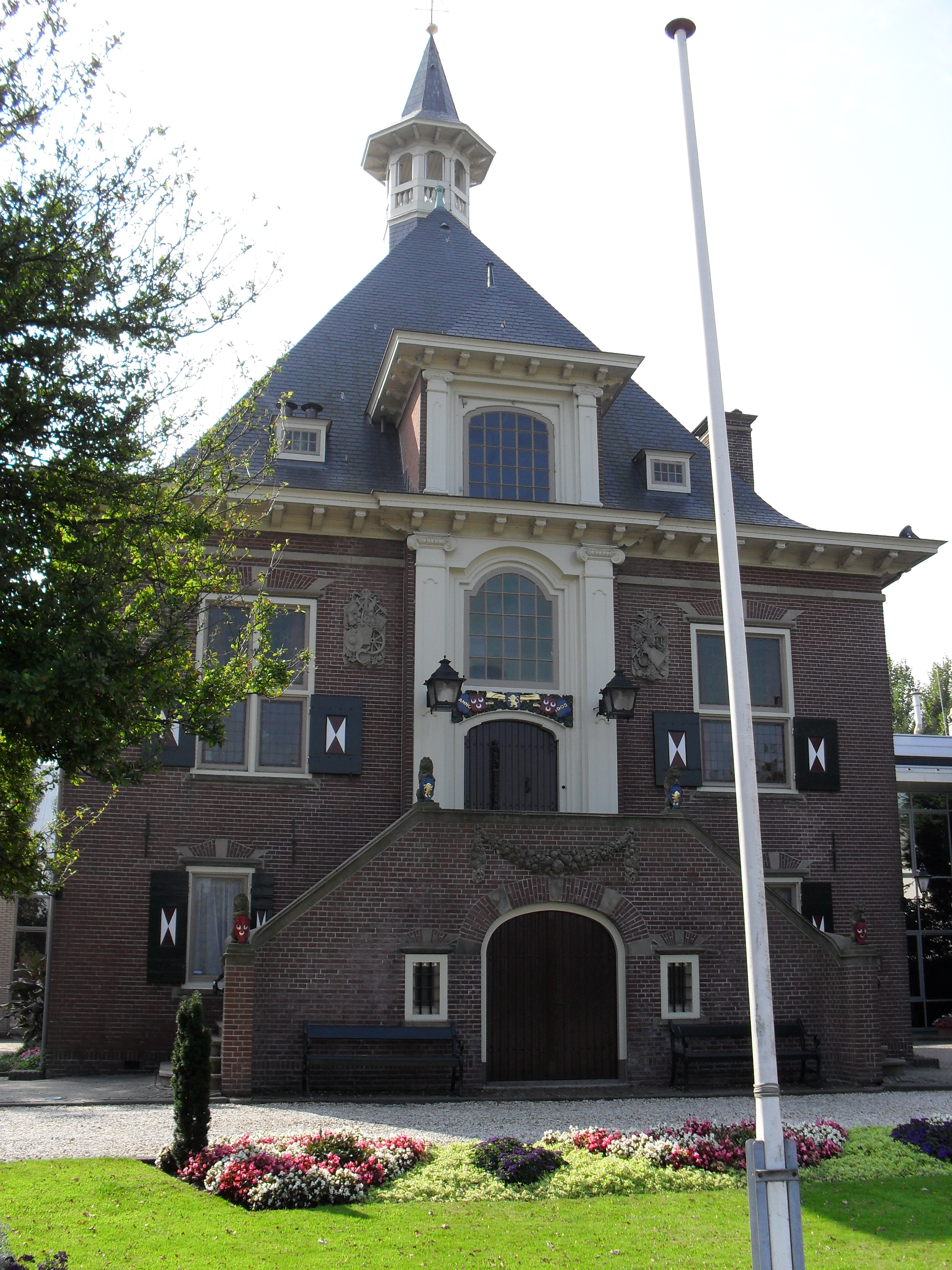
Raadhuis Halfweg
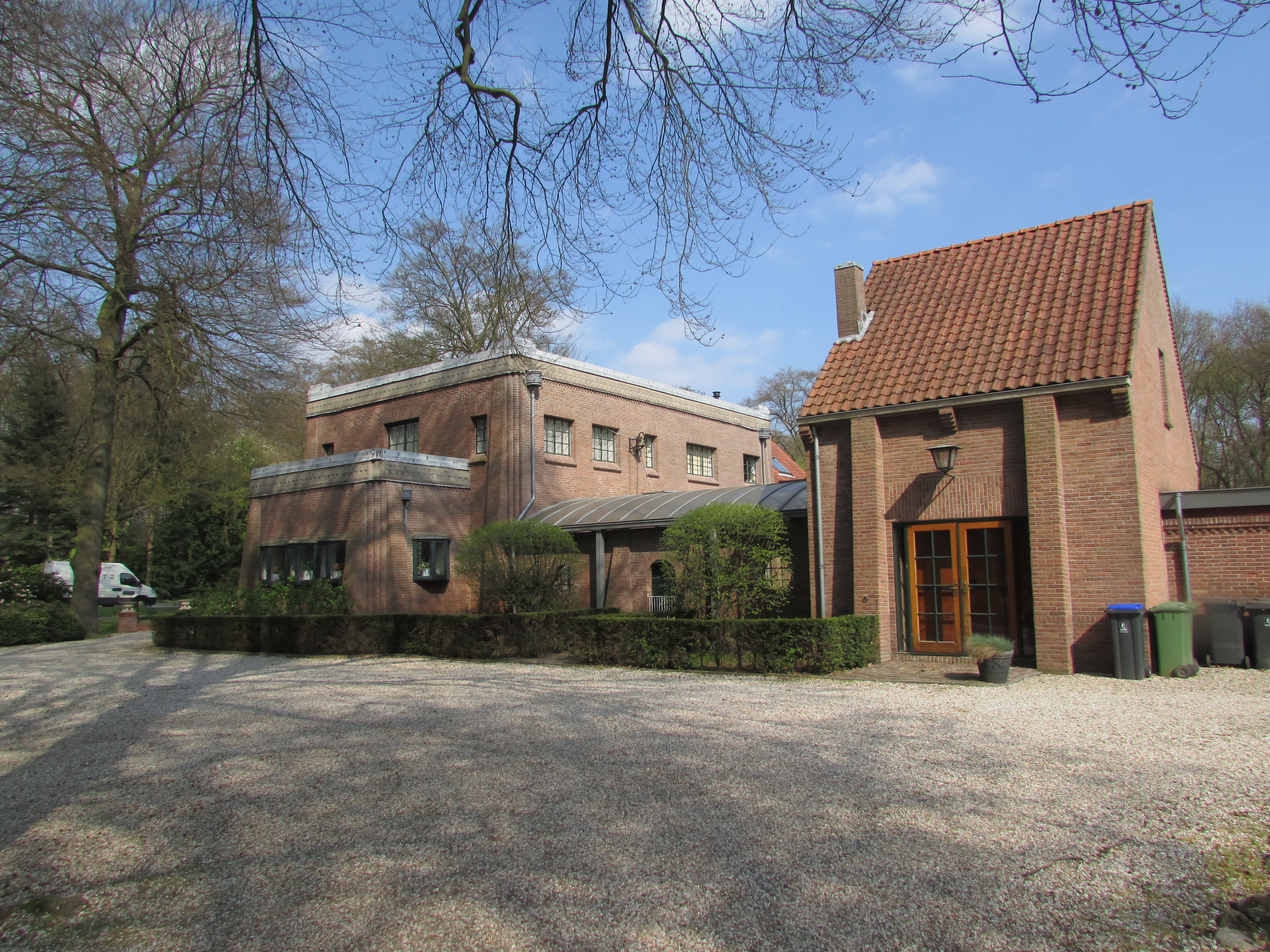
Soestdijkerstraatweg 110, Hilversum
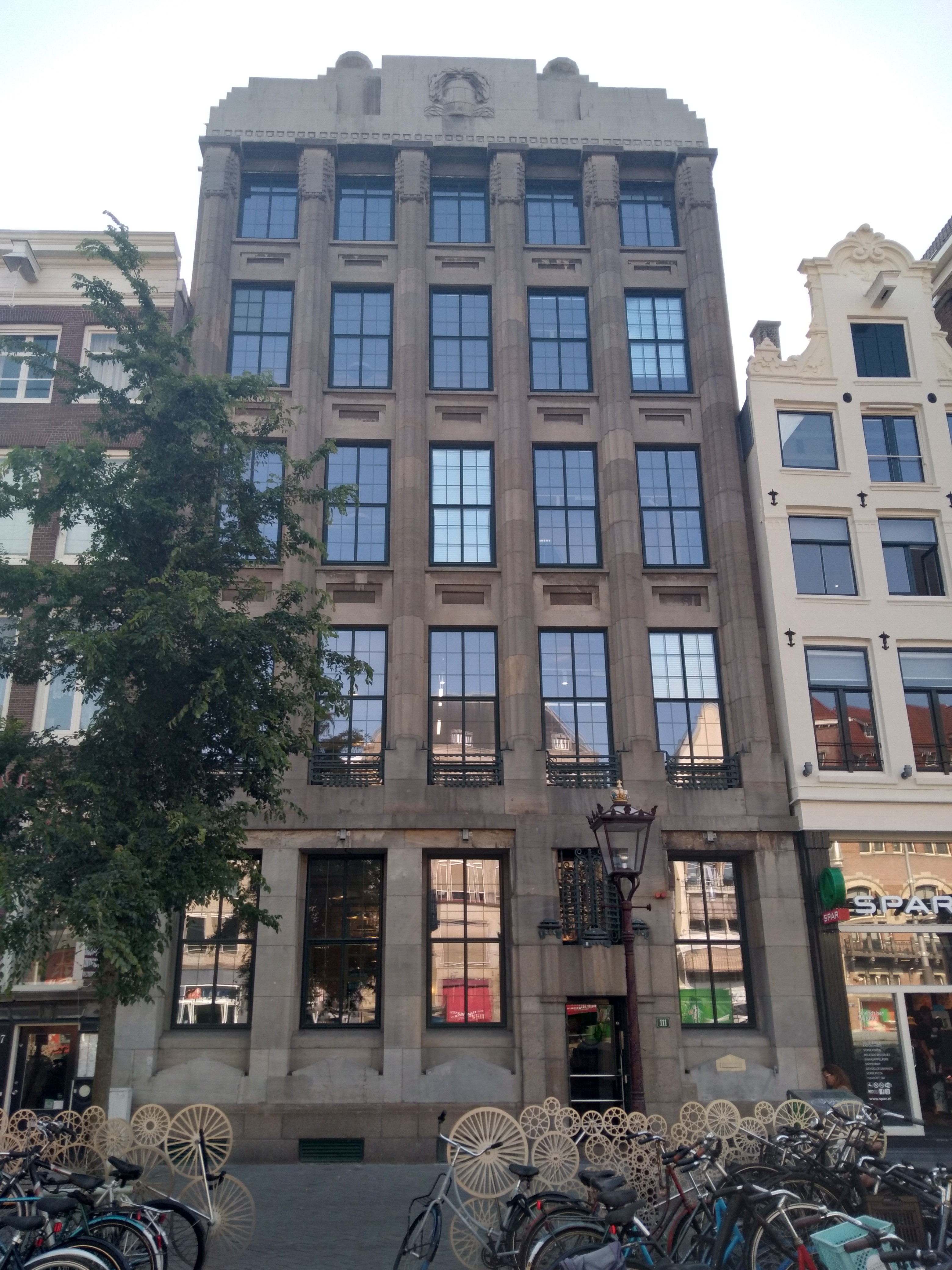
Rokin 111, Amsterdam
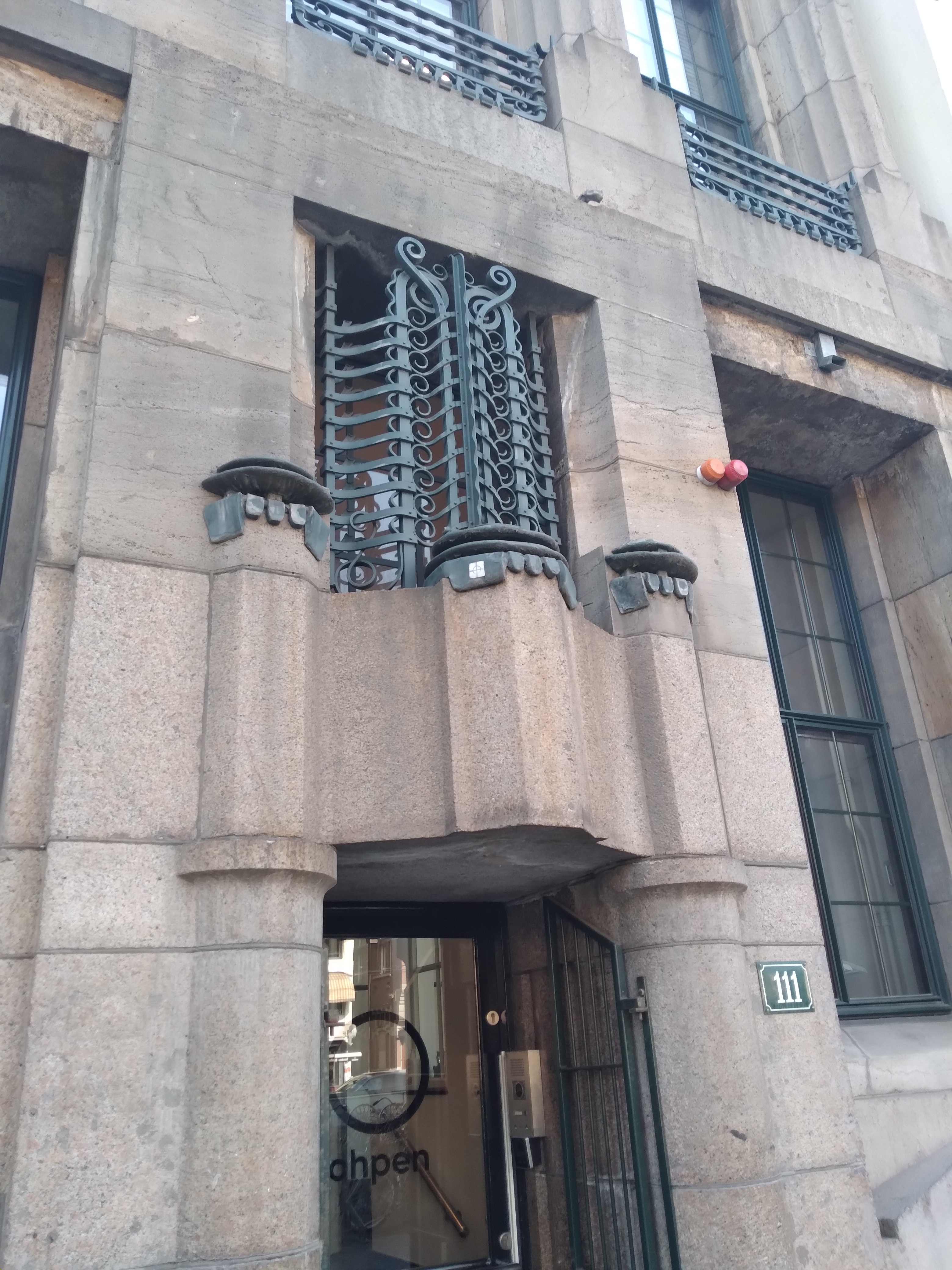
Idem, detail